# Emmanuele Palazzotto

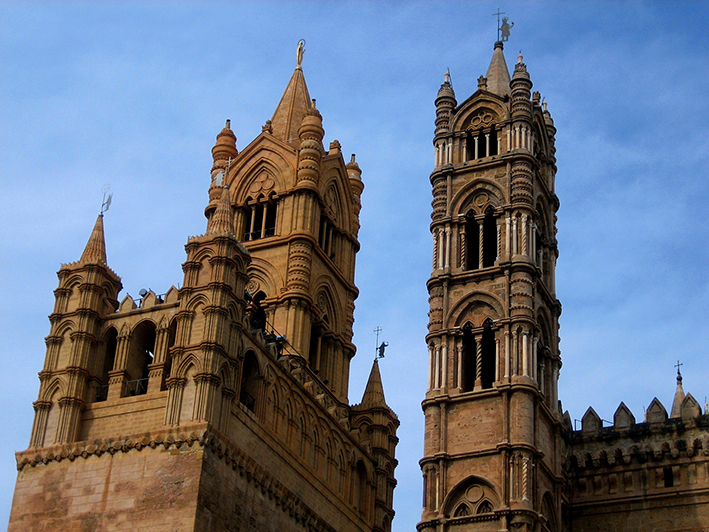
Emmanuele Palazzotto, campanile occidentale, cattedrale di Palermo, 1826-1835

Emmanuele Palazzotto (Palermo, 18 dicembre 1798 – Palermo, 3 agosto 1872) è stato un architetto italiano esponente del neoclassicismo e del neogotico attivo a Palermo.

## Biografia

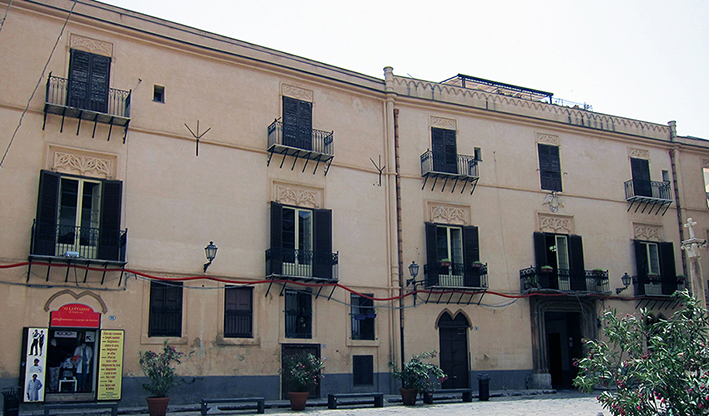
Emmanuele Palazzotto, prospetto di palazzo Lucchesi Palli di Campofranco, Palermo, 1836-37 circa

Figlio del Capomaestro della Regia Corte di Palermo Salvatore Palazzotto (1751-1824) e fratello del canonico della cattedrale mons. Baldassare Palazzotto (tra i primi direttori della biblioteca comunale di Palermo e rettore del seminario arcivescovile di Palermo), crebbe e si formò in un contesto culturale profondamente legato alla tradizione architettonica palermitana, anche per i legami professionali tra il padre e il maestro degli architetti siciliani dell'800, Giuseppe Venanzio Marvuglia.
Sposò la nobile Maria Angela Martinez Napoli, figlia del barone Giovan Battista Martinez e Guagenti; tra i suoi figli si ricordano a Palermo il primogenito Salvatore (1830-1850), chiamato con il nome del nonno paterno, morto prematuramente e ritratto dal pittore Giuseppe Patania, il dottore Domenico Palazzotto (1832-1894), l'architetto Giovan Battista Palazzotto (1834-1896), che portava il nome del nonno materno barone Martinez, Pietro Palazzotto (1837-1860), mons. Giuseppe Palazzotto (1839-1919) e l'architetto Francesco Paolo Palazzotto (1849-1915). Di rilievo anche il nipote bibliografo Gaetano Palazzotto (1814-1859).

Morì a Palermo nel 1872 e fu sepolto nella tomba di famiglia presso il cimitero di Santa Maria di Gesù di Palermo.

## Formazione
Si laurea in architettura nel 1822 e in Fisica et Mathematica ad Architecturam excercendam nel 1842 presso l'Università degli Studi di Palermo, ma approfondirà la preparazione privatamente con Alessandro Emmanuele Marvuglia, figlio del più famoso Giuseppe Venanzio Marvuglia, e Nicolò Puglia, al termine della quale compirà un obbligato viaggio di studio a Roma (1822).
Inaugura gli studi volti alla rivalorizzazione del patrimonio architettonico indigeno, costruisce e approfondisce le apertura culturali europee di stampo romantico, con slanci creativi e affrancamento dagli studi accademici. Emmanuele Palazzotto si inserisce nel ritratto circolo di architetti palermitani già in giovane età con importanti commissioni.

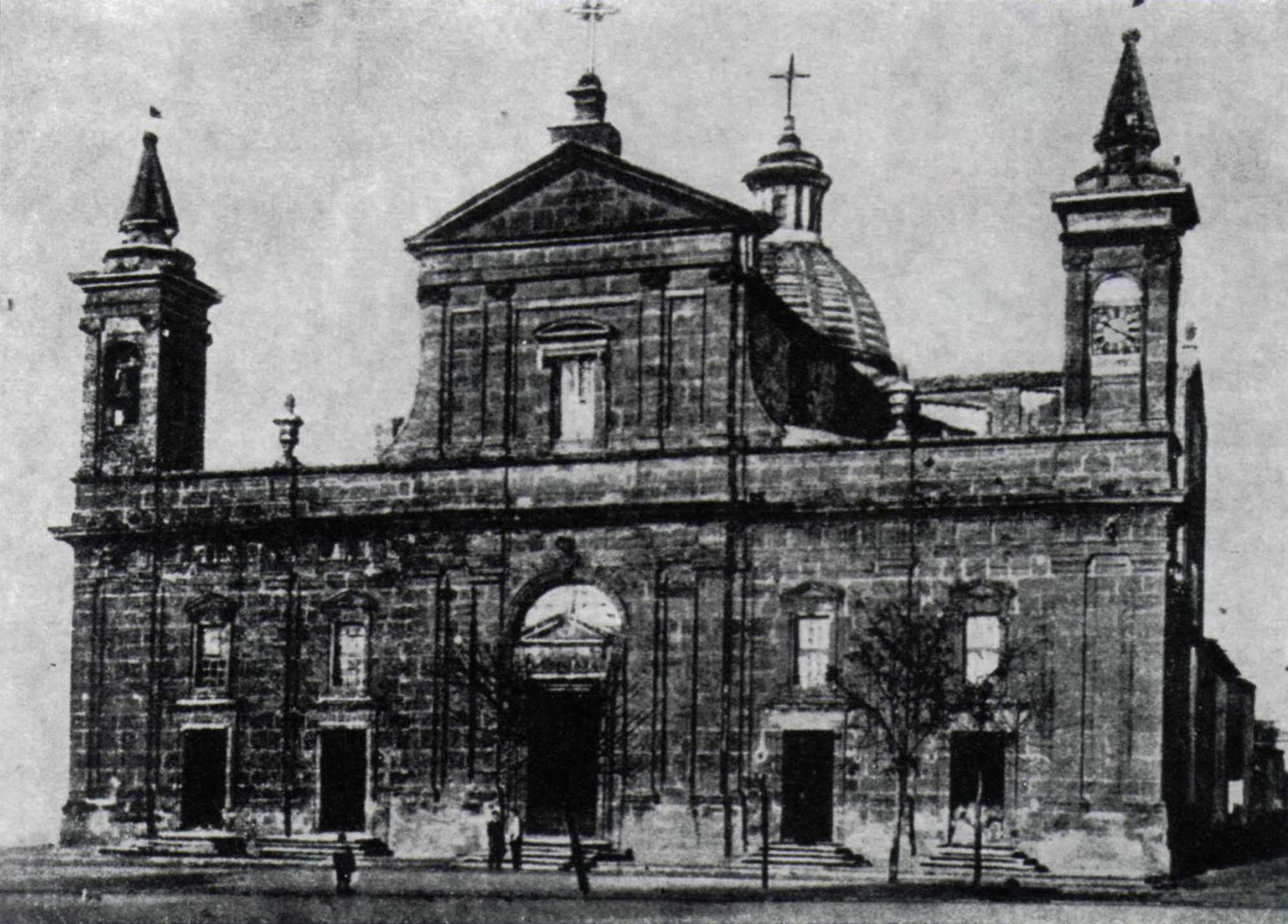
Emmanuele Palazzotto, duomo di Montevago, 1822-1829 circa.

## Prime opere
Protetto dal cardinale Pietro Gravina di Montevago (arcivescovo di Palermo dal 1816 al 1830), iniziò un'intensa attività professionale che lo pose in breve tempo fra gli architetti più in vista e ricercati dalle famiglie aristocratiche cittadine.

Realizzò per il presule il Duomo di Montevago (1822-29) ed eseguì consistenti lavori nel Collegio di Maria della stessa cittadina. A Palermo gli si devono su committenza di quel Cardinale il gruppo di campanili neogotici sul Palazzo Arcivescovile di Palermo (1826-1835), «esemplare della raffinatezza raggiunta da questa generazione di architetti archeologi», nell'ambito dello «spirito di revival gotico e di restauro stilistico proprio dell'epoca che in Sicilia anticipa analoghe esperienze europee».
Fu anche architetto della Cattedrale di Palermo, della Mensa Arcivescovile, dell'Ospedale dei Sacerdoti e della Real Casa dei Matti di Palermo, della quale progettò ed eseguì in parte l'ampliamento.

## Opere pubbliche
Nonostante abbia lavorato prevalentemente su commissioni di privati o per la Diocesi, non facendo parte degli architetti Camerali, ovvero comunali o del Senato, o regi, vi sono testimonianze, tuttora in parte da approfondire, su alcuni suoi interventi nel campo delle opere pubbliche, in cui dovette assisterlo la sua ferrata preparazione tecnica.

Da Architetto di Ponti e Strade diresse i lavori di una strada tra Alcamo e il territorio di Trapani (1825-1826) e realizzò un ponte sul Fiumefreddo ad Alcamo.
Molto importante fu il ruolo svolto per l'effettiva messa in opera di gran parte del Nuovo Carcere dell'Ucciardone, per il quale vinse il concorso pubblico bandito nel 1838, che previde la traslazione di alcuni corpi cellulari, rispetto al progetto iniziale di Nicolò Puglia, a causa di seri problemi relativi alla consistenza del terreno in fondazione. Diresse quei lavori fino al 1843.
Contestualmente si impegnò dal 1840 al 1844 nella trasformazione e riadattamento dell'antica Vicaria di Palermo, il carcere, in Palazzo delle Reali Finanze in piazza Marina, innestandovi un portico dorico-siculo, riecheggiante il Tempio di Segesta e rimandando, anche, al mai attuato progetto di Giuseppe Venanzio Marvuglia per la sede della Regia Università di Palermo.

Riuscì a terminare felicemente l'opera, nonostante i consueti problemi "ambientali", non facendo parte del novero della Massoneria locale, per il sostegno, e pare anche la personale amicizia, con il sovrano Ferdinando II delle Due Sicilie.
Operò con un linguaggio che oscilla dal neogotico, di cui è uno dei principali esponenti italiani, al neoclassico.

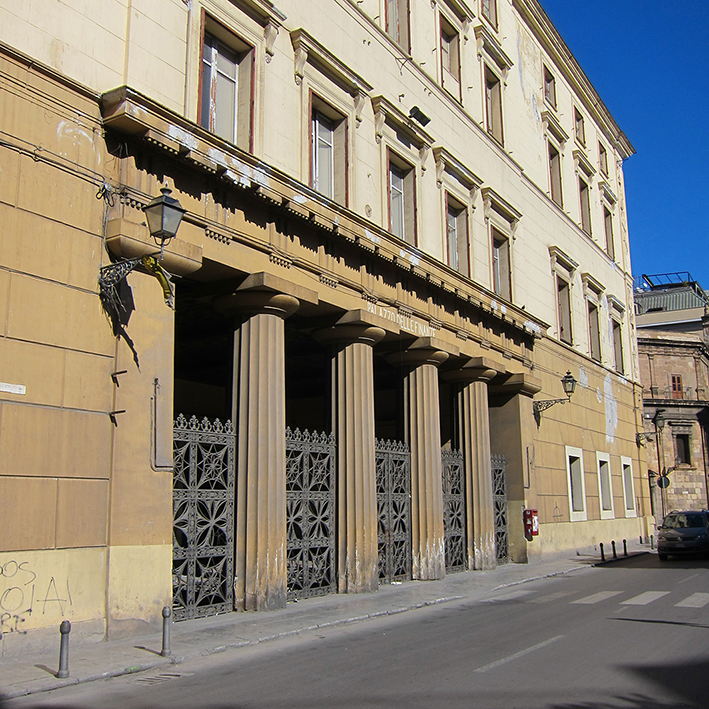
Emmanuele Palazzotto, Palazzo delle Reali Finanze, Palermo, 1840-1844

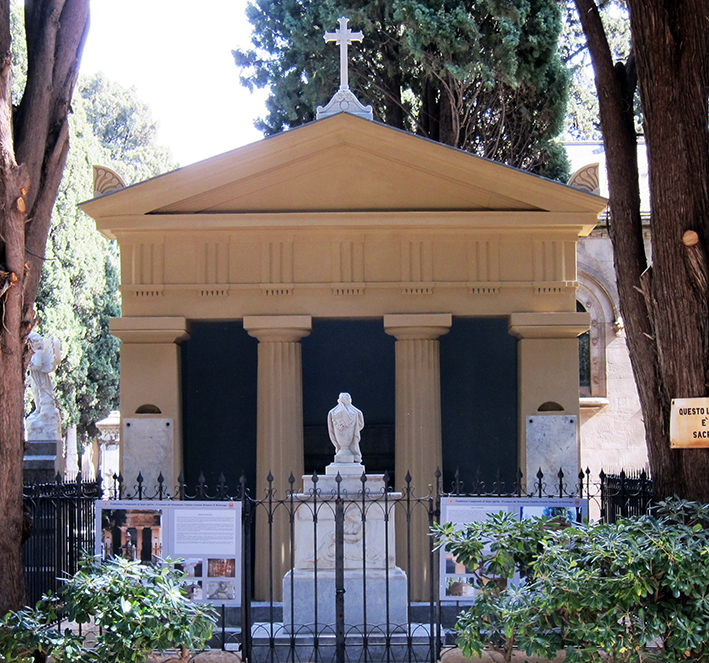
Emmanuele Palazzotto, Cappella Gravina Bonanno di Montevago, Cimitero di S. Orsola, Palermo, 1855

## Opere principali
- Il Duomo di Montevago, dal 1822 circa, distrutto dal terremoto del Belice del 1968;
- il gruppo di campanili neogotici della Cattedrale posti sulla torre del Palazzo Arcivescovile di Palermo, 1826-1835 circa;
- il prospetto di palazzo Campofranco a Palermo del 1835 circa, il primo edificio neogotico catalano entro le mura della città;
- Palazzo Forcella De Seta poi di proprietà Licata di Baucina,[12] a Palermo del 1832 - 1841 circa;
- il prospetto del palazzo Filangeri di Cutò di fronte alla Cattedrale di Palermo del 1835 - 1836 circa
- Progetto e parte di esecuzione di adattamento dei locali della Biblioteca Comunale di Palermo con lo scalone di accesso (1837-1838 circa)
- Progetto per un 'Monte di prestame' a Calatafimi, ante 1838
- Progetto per un "orfanotrofio con chiesa" a Calatafimi, ante 1838
- il palazzo delle Reali Finanze di Palermo 1840-1844, con un portico neoclassico dorico-siculo;
- l'ampliamento del Carcere dell'Ucciardone, di cui fu anche direttore dei lavori dal 1838 al 1843 circa;
- il monumento funebre di Pellegra Gravina e Bonnano di Montevago nel cimitero di Sant'Orsola (1855)
- Progetto per un palazzetto per D. Giammaria D'Alì (1788-1849)